# Iain McColl
Pour les articles homonymes, voir McColl.
Iain McColl (né le 7 juin 1954 à Dumbarton et mort le 4 juillet 2013  à Glasgow des suites d'un cancer) est un acteur écossais de cinéma et de télévision.

## Biographie
Les rôles les plus importants de Iain McColl sont dans Gangs of New York et dans la sitcom City Lights.

## Filmographie partielle

### Au cinéma
- 1984 : Comfort and Joy : Archie
- 1985 : Restless Natives  : Nigel
- 2002 : Gangs of New York : Seamus - le condamné
- 2006 : Leçons de conduite : policier

### À la télévision
- 1987 : The Houseman's Tale : Billy le Steward
- 1988 : Tumbledown
- 1990 : The Campbells (série télévisée) : Dougal (épisode Old Ways and New)
- 1984 - 1991 : City Lights : Tam (épisodes  The Haunting of Willie Melvin, Parenthood, Unhealthy Competition)
- 1993 : I, Lovett (série télévisée) : policier (épisode Crime & Punishment)
- 1994 : The Tales of Para Handy (série télévisée) : MacDonald (épisode The End of the World)
- 1996 : Atletico Partick (série télévisée) : Pettigrew (épisodes Final, Gartcosh, Girlfriends, Dropped, Balance)
- 1996 : Gadgetman : Lonnie Dolan
- 2002 : The Book Group (série télévisée) : conducteur de taxi no 2 (épisode  The Alchemist)
- 2003 : Taggart (série télévisée) : Roy Skeen (épisode Atonement)